# Pulverizador

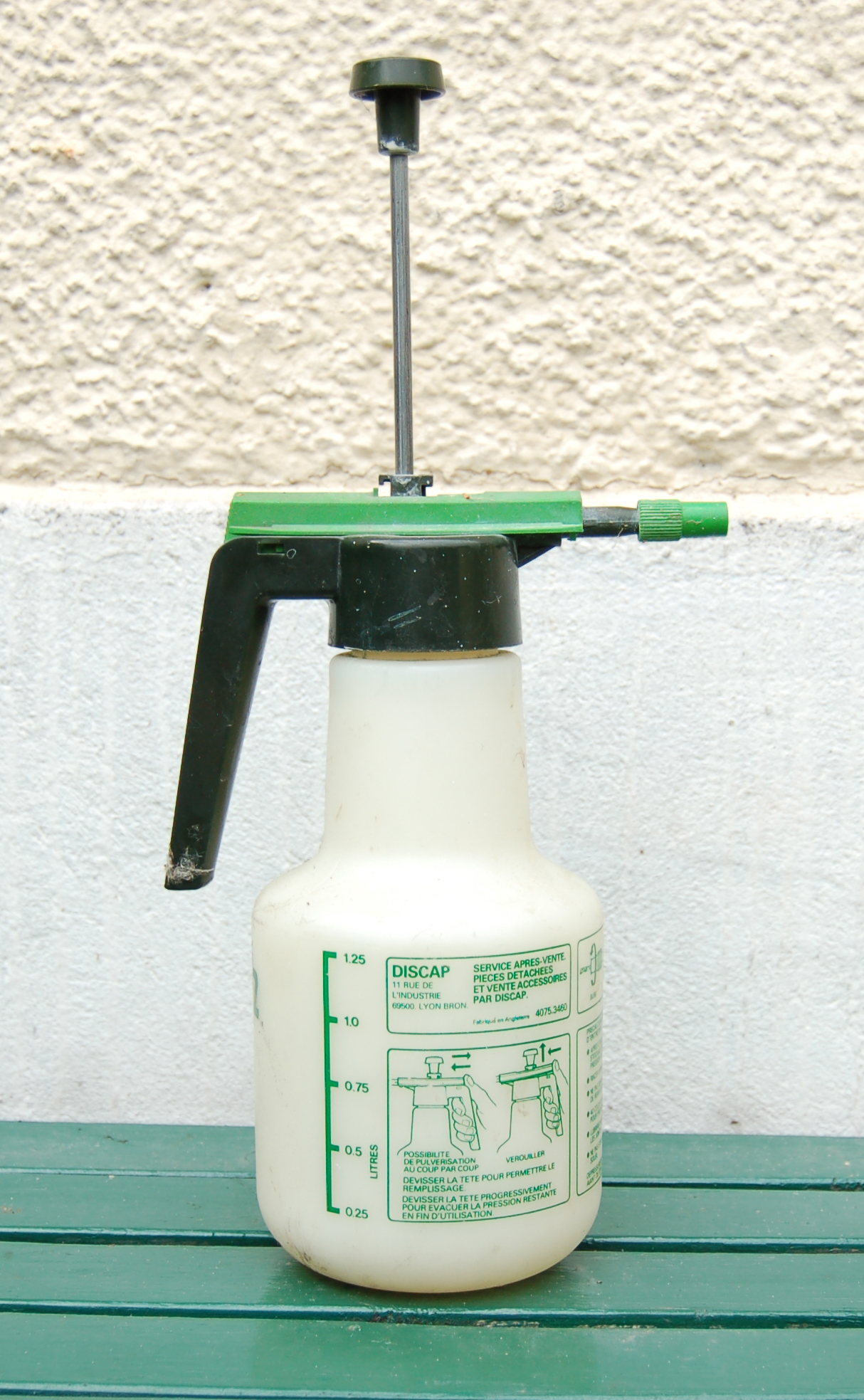
Exemplo de um pulverizador de pequeno porte e manual.

Pulverizadores são instrumentos ou máquinas muito utilizadas na agricultura com o objetivo de auxiliar agricultores no combate às plantas daninhas, insetos, entre outros. Sua maior função é permitir o controle da dosagem na aplicação de defensivos ou fertilizantes sobre a área de interesse.
Pulverização a alto volume é aquela que é efectuada por pulverizadores mecânicos, debitando normalmente mais de 400 litros por hectare.
Pelo contrário, nos pulverizadores pneumáticos (atomizadores, turbinas) a calda é transportada por uma corrente de ar. Estes aparelhos debitam menores volumes de água; daí a designação de baixo volume.